# 聖而公之教會
聖而公之教會（英語：Holy Catholic Church）一詞或教會觀，在2至3世紀教會洗禮時，誦讀使徒信經中提出，成為重要的基督教聚會群體基礎，以使公眾清楚辨認出教會的特質與屬性，有別於歷世歷代各種私設的異端教會，直至今日。（《使徒行傳》第19章第13-17节；《彼得後書》第2章第1节；《馬太福音》第7章第21-23节；《民數記》第14章第24节；《以賽亞書》第9章第7节；《使徒行傳》第20章第24节；《使徒行傳》第20章第32节；《馬太福音》第28章第16-20节；《以弗所書》第2章第20–22节；《以弗所書》第4章第3–6节；《以弗所書》第5章第26–27节）

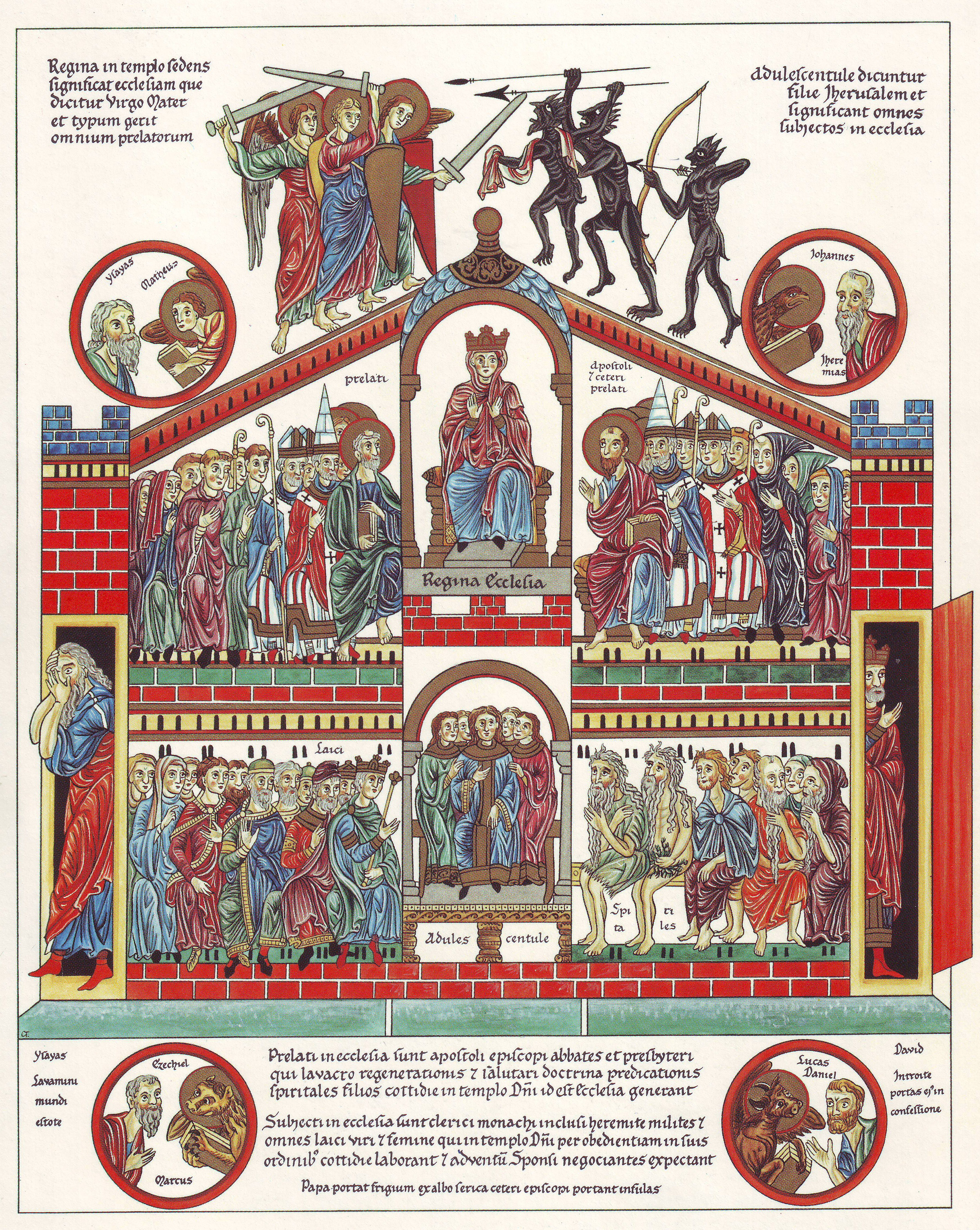
蘭茲堡的赫拉德編纂的《樂園 (百科全書)》中一幅關於ecclesia（教會）的中世紀插圖（主後12世紀）

## 純正教會觀
耶穌離世升天後，權柄給了在地如在天的眾使徒依主命令續傳天下，非常合一相通，是謂「聖而公之教會」，無分宗派、僅冠地名，全世界同一教會，因是以同一位基督為元首的教會。
《使徒信經》意指的「聖而公之教會」不單指這地上的特定教會，也不單指某教派，更是指由所有真信徒所合組成以基督為「頭」並作為基督之「身體」(《以弗所書》第1章第23节)的；超越一切時間與空間的「宇宙教會」或「屬天教會」。

## 會議確認歷史
公元325年尼西亞會議結論:教會是聖潔的、大公性的以及使徒性的。〈獨一的、使徒性的、聖而公之教會〉林格尼爾福音事工
公元1643年西敏大會後討論，於1646 年12 月完成的西敏信條中，第廿五章論教會:無形的大公教會或稱普世教會，是由過去、現在與將來在教會的元首基督之下所召集同歸於一的全體選民所構成。(略)

## 聖而公之教會事例
耶穌多次示範：如何以和平的方式談論或因應內部聚會中重大衝突，其中最具特殊的事件就是在最後晚餐時預言自己將遭背叛及受難，並公開「聖別」門徒與「告誡」叛徒，而非以私下個別警誡的方式處理：
正吃的時候，耶穌說：「我實在告訴你們，你們中間有一個人要賣我了。」
他們就甚憂愁，一個一個地問他說：「主，是我嗎？」
耶穌回答說：「同我蘸手在盤子裡的，就是他要賣我。
人子必要去世，正如經上指著他所寫的；但賣人子的人有禍了！那人不生在世上倒好。」
賣耶穌的猶大問他說：「拉比，是我嗎？」耶穌說：「你說的是。」（《馬太福音》第26章第21-25节）
耶穌回答說：「我蘸一點餅給誰，就是誰。」耶穌就蘸了一點餅，遞給加略人西門的兒子猶大。
他吃了以後，撒但就入了他的心。耶穌便對他說：「你所做的，快做吧！」
同席的人沒有一個知道是為甚麼對他說這話。
有人因猶大帶著錢囊，以為耶穌是對他說：「你去買我們過節所應用的東西」，或是叫他拿甚麼賙濟窮人。
猶大受了那點餅，立刻就出去。那時候是夜間了。（《約翰福音》第13章第26-30节）
福音書作者約翰示範：以公開信的方式預告所監理教區中阻擋會眾相通、彼此接待的問題，而非以私下個別告誡的方式處理：
親愛的兄弟啊，凡你向作客旅之弟兄所行的都是忠心的。
他們在教會面前證明了你的愛；你若配得過　神，幫助他們往前行，這就好了。
因他們是為主的名（原文是那名）出外，對於外邦人一無所取。
所以我們應該接待這樣的人，叫我們與他們一同為真理做工。
我曾略略地寫信給教會，但那在教會中好為首的丟特腓不接待我們。
所以我若去，必要提說他所行的事，就是他用惡言妄論我們。還不以此為足，他自己不接待弟兄，有人願意接待，他也禁止，並且將接待弟兄的人趕出教會。（《約翰三書》第1章第5-10节）
使徒保羅示範：以教牧書信的形式提醒提摩太當公開治理會眾犯罪的問題，而非以私下個別告誡的方式處理：
犯罪的人，當在眾人面前責備他，叫其餘的人也可以懼怕。（《提摩太前書》第5章第20节）

## 外部連結
- 〈使徒信經〉系列一(遠東廣播)
- 聖而公之教會(信望愛信仰與聖經資源中心)
- 《使徒信經》成書背景？為何有些教會必讀？(基督教今日報)
- 刘传章我信圣而公之教会(有聲電子刊《生命季刊》第74期)马里兰中华圣经教会主任牧师。著有《宝架清影》、《教牧书信》等书，“中国福音大会”讲员、“传道人培训”讲员，生命季刊顾问牧师。
- 王道仁〈異端的判斷：「我信聖而公之教會」讀書報告〉(學習者的分享)